# Earina aestivalis
Earina aestivalis là một loài lan đặc hữu của New Zealand.